# Georgette Duarte
Georgette Duarte (Lisboa, 1 de Outubro de 1925 — Moita, 25 de Setembro de 2015) foi uma atleta do CF "Os Belenenses".
Foi cavaleira tauromáquica, toureou na praça de Algés e da Moita.
Iniciou a sua carreira desportiva no basquetebol, quando tinha 16 anos, representando o Ateneu Ferroviário.
Posteriormente, representou o Grupo Desportivo da “CUF” em Basquetebol onde foi internacional.
Começou a praticar atletismo na Casa Pia Atlético Clube, no ano de 1943, praticando em simultâneo pingue-pongue, voleibol e basquetebol.
Foi atleta do Belenenses entre 1944 a 1958.
No Casa Pia Atlético Clube teve como treinador Mira Barroso e no Belenenses Alberto Freitas.
Fez parte da Comitiva de Honra na inauguração da pista de atletismo do Estádio da Salésias (27 de Agosto de 1951) e da inauguração do Estádio do Restelo (1956). Também fez parte da Comitiva de Honra na inauguração do Estádio Nacional (1944), da Luz (1954) e do Estádio José Alvalade (1956).
Lamentavelmente, os federativos nacionais da altura não proporcionaram a Georgete Duarte a possibilidade de se tornar uma atleta internacional, mesmo com a deslocação gratuita para o Campeonato da Europa de 1950. A Federação de Atletismo nunca se retratou desta recusa à melhor atleta feminina na altura, no entanto, passaram-lhe o cartão de “Atleta Internacional”.
A Associação Internacional de Federações de Atletismo (IAAF) galardoou Georgete Duarte com uma medalha no ano de 1958.
Foi galardoada 2 (duas) vezes com a Medalha de Mérito e Valor Desportivo do Belenenses e uma de Sócia de Mérito do Belenenses.
Medalha de Mérito da Federação Portuguesa de Atletismo.
Sócia de Mérito da Associação de Atletismo de Lisboa.
Medalha de Honra do Município da Moita.
Medalha de Mérito do Distrito de Setúbal.
Troféu "Moita Reconhecida" da Junta de Freguesia da Moita.
Galardoada com o Diploma “Cem desportistas, cem anos da República".
Foi membro da Assembleia Geral e do Conselho Geral do Belenenses.
Louvada pelo Belenenses em 1948 e 1955.
Fez parte do grupo "Os Mil" do Belenenses.
Homenageada pela Sociedade Civil da Moita em 2013.
Aos 87 anos de idade e durante 17 anos ainda deu aulas a um grupo de mulheres no Pavilhão Desportivo da Moita duas vezes por semana.
A prova que mais a enalteceu e que melhor se recordava com carinho, foi a que correu grávida de quatro meses, não invalidando, que nessa prova tivesse ganho e batido o recorde nacional dos 200 metros.
Agraciada pelos êxitos alcançados no passado e no presente por estar sempre junto dos jovens pelo "Desporstreet".
Troféu Georgette Duarte que a Federação Portuguesa de Atletismo instituiu, ganho pela atleta do Sporting Eulália Mendes.
Realização de 4 "Corta Mato Juvenil" da Moita com o seu nome.
Homenageada nas Salésias em 1952.
Homenageada pelo Sport Clube e Salgueiros em 1955.
Festa de despedida realizada pelo Belenenses em 1958.
Homenageada pela Associação de Atletismo de Lisboa em 1984.
Convidada de honra na Reinauguração da pista de atletismo do Estádio do Restelo.
Georgette Duarte inaugurou os festejos das “Bodas de Diamante” do Belenenses empenhando o facho pelas ruas de Belém.
Foi campeã nacional dos 60 metros, 100 metros, 150 metros, 200 metros, 80 metros barreiras, comprimento, salto em altura, lançamento do disco, estafeta 3x100 metros e pentatlo. Foi recordista nacional dos 200 metros, 400 metros, 800 metros, 80 metros barreiras, estafeta 4x100 metros e pentatlo de 1944 até 1958.
O Clube de Futebol “Os Belenenses” à data do seu falecimento, colocou a sua bandeira a meia-haste e em todas as suas atividades desportivas foi respeitado um minuto de silêncio em memória de uma das suas maiores glórias de sempre.
Votos de Pesar da Câmara Municipal da Moita e de Lisboa.
A Federação Portuguesa de Atletismo reconheceu á sua morte o seu desportivismo estando presente na sua despedida, assim como o Casa Pia Atlético Clube e "Os Belenenses".

## Recordes nacionais
- 200 metros (1949-53-54-55-56 e 58) 6 vezes
- 400 metros (1956) 1 vez
- 800 metros (1956) 1 vez
- 80 metros barreiras (1949-51-55) 3 vezes
- Estafeta 4x100 metros (1949 e 56) 2 vezes
- Pentatlo (1955) 1 vez

## Campeonatos nacionais
- 8 Campeonatos Nacionais 100 metros
- 1 campeonato Nacional 60 metros
- 2 Campeonatos nacionais 150 metros
- 2 Campeonatos Nacionais 200 metros
- 11 campeonatos Nacionais 80 metros barreiras
- 3 campeonatos nacionais salto em altura
- 9 Campeonatos Nacionais salto em comprimento
- 1 Campeonato Nacional lançamento do Disco
- 3 campeonatos nacional estafeta 3x60 metros
- 4 campeonatos nacionais Pentatlo
- Total de Campeonatos Nacionais 46
- Total de Campeonatos de Lisboa 30
- 12 vezes Campeã Nacional coletivamente pelo Belenenses
- 12 vezes Campeã de Lisboa coletivamente pelo Belenenses